# Estadio Kalinga
El estadio Kalinga es un estadio multipropósito ubicado en el corazón de la ciudad de Bhubaneswar, estado de Odisha, India. Fue inaugurado en 1978 y posee una capacidad para 16.000 espectadores. Puede albergar eventos de atletismo, fútbol, hockey sobre césped, baloncesto, tenis, vóley y natación.  
Es el campo de juego de los clubes de fútbol Indian Arrows de la I-League desde 2018 y del Odisha FC de la Superliga de India desde su creación en 2019. 
La ciudad de Bhubaneswar ha sido denominada como la capital de los deportes de la India por albergar un gran número y una amplia variedad de eventos deportivos y fomentar futuros talentos. Según una encuesta de 2021, Bhubaneswar ocupó el tercer lugar entre las 5 principales ciudades de la India en términos de ecosistema deportivo y capacidad para albergar megaeventos deportivos. Había sido elegido como sede de la Copa Mundial Femenina de Fútbol Sub-17 de 2020 que luego se pospuso para 2021 pero se canceló debido a la Pandemia de COVID-19 y luego se cambió a la Copa Mundial Femenina de Fútbol Sub-17 de 2022. 
Inicialmente se eligió como sede de la Copa Asiática Femenina de la AFC de 2022 pero luego no fue considerada.
Organizó el Champions Trophy de hockey sobre césped masculino de 2014, la Liga Mundial de Hockey sobre césped masculino 2016-17 y la Copa Mundial de Hockey Masculino de 2018.

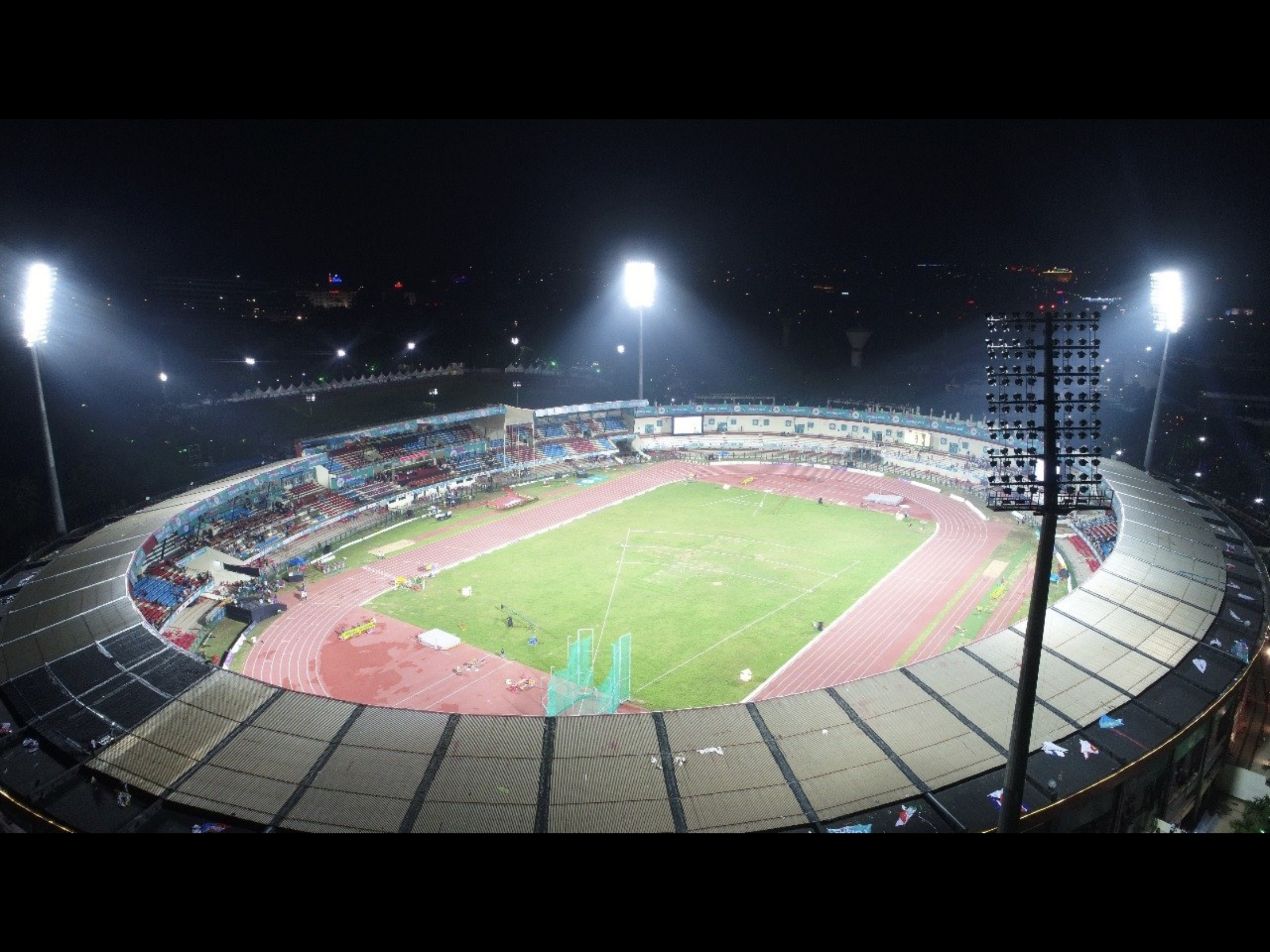
Imagen nocturna del estadio
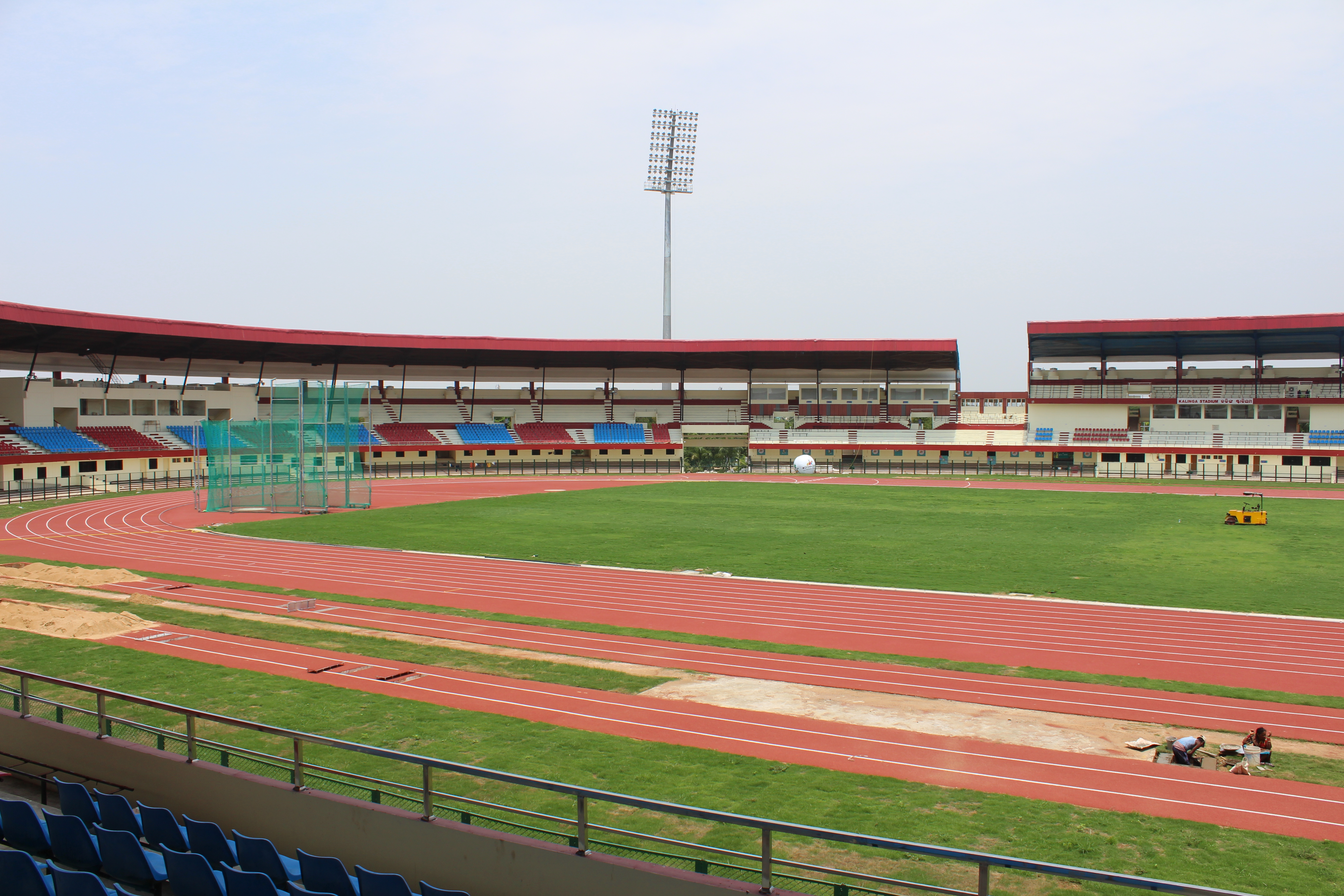
Imagen panoramica
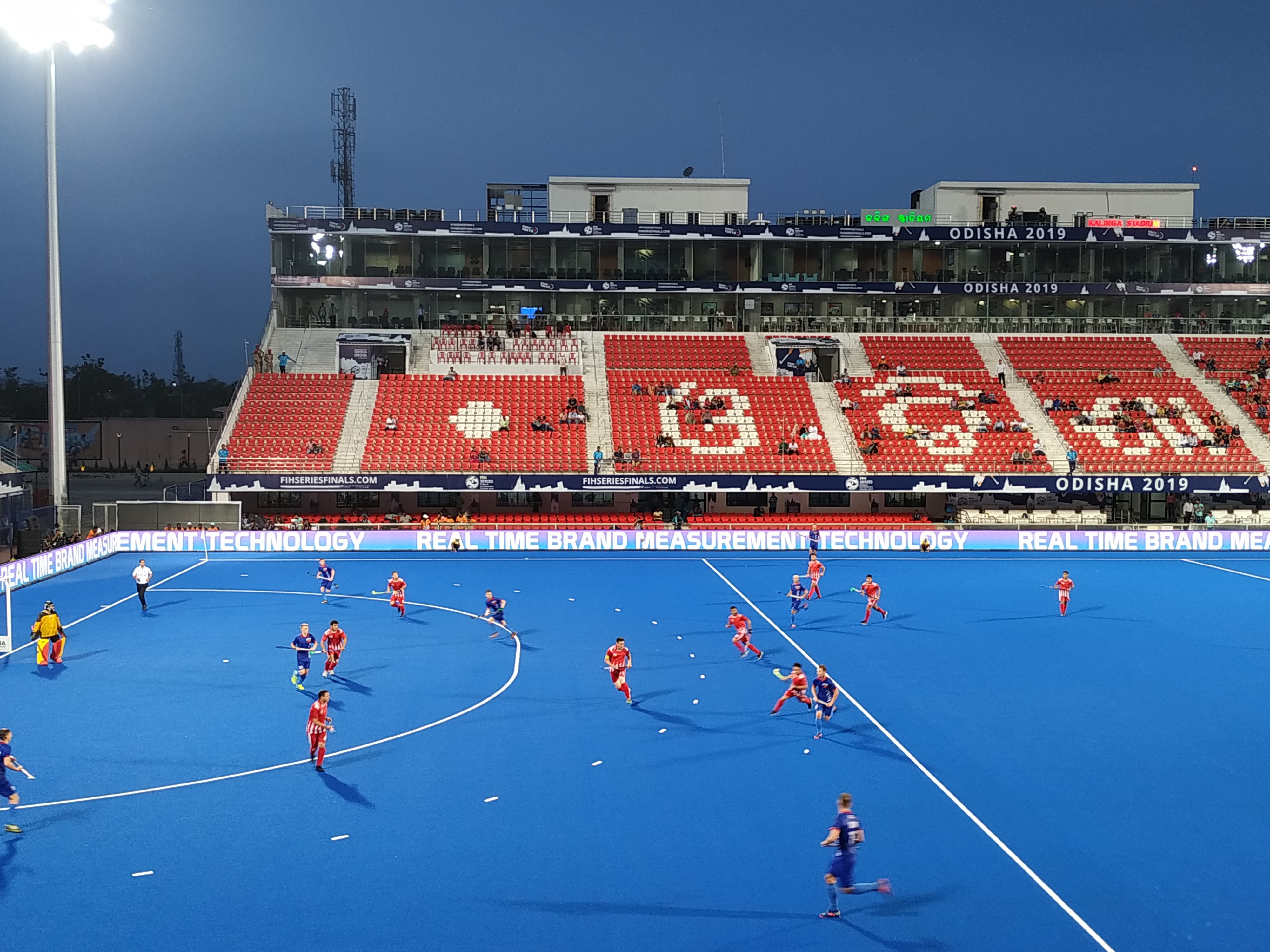
Estadio de Hockey sobre hierba